# Spoorlijn Templeuve - Don-Sainghin
De spoorlijn Templeuve - Don-Sainghin was een Franse spoorlijn die Templeuve verbond met Sainghin-en-Weppes. De lijn was 28,2 km lang en had als lijnnummer 265 000.

## Geschiedenis
De lijn is op 10 januari 1894 geopend door de Compagnie des chemins de fer du Nord. Tussen 1952 en 1969 is de lijn gesloten voor personenvervoer, in 1975 sloot het laatste gedeelte voor goederenverkeer. 

## Aansluitingen
In de volgende plaatsen was er een aansluiting op de volgende spoorlijnen:
Templeuve
RFN 267 000, spoorlijn tussen Fives en Hirson
RFN 265 015, raccordement van Templeuve
Pont-à-Marcq
RFN 272 646, spoorlijn tussen Pont-de-la-Deûle en Pont-à-Marcq
Seclin
RFN 265 029, spoorlijn tussen Seclin en Seclin-Annexe
RFN 272 000, spoorlijn tussen Paris-Nord en Lille
RFN 272 658, stamlijn ZI de Seclin
Annœullin
RFN 265 286, raccordement tussen Bauvin en Annœullin
Don-Sainghin
RFN 286 000, spoorlijn tussen Lens en Don-Sainghin
RFN 289 000, spoorlijn tussen Fives en Abbeville